# Hello, Dolly! (album Ella Fitzgerald)
Hello, Dolly! è il trentunesimo album della cantante jazz Ella Fitzgerald, pubblicato dalla Verve Records nel 1964.

## Tracce
Lato A
1. Hello, Dolly! (Jerry Herman) – 2:55
2. People (Bob Merrill, Jule Styne) – 3:48
3. Can't Buy Me Love (John Lennon, Paul McCartney) – 2:39
4. The Sweetest Sounds (Richard Rodgers) – 2:08
5. Miss Otis Regrets (Cole Porter) – 3:56
6. My Man (Jacques Charles, Channing Pollack, Albert Willemetz, Maurice Yvain) – 4:01

Lato B
1. How High the Moon? (Nancy Hamilton, Morgan Lewis) – 4:01
2. Volare (Franco Migliacci, Domenico Modugno, Mitchell Parish) – 2:42
3. The Thrill is Gone (Lew Brown, Ray Henderson) – 3:23
4. Memories of You (Eubie Blake, Andy Razaf) – 2:49
5. Lullaby of the Leaves (Bernice Petkere, Joe Young) – 2:56
6. Pete Kelly's Blues (Sammy Cahn, Ray Heindorf) – 3:56